# Bolivia (Zeitschrift)
Bolivia war der Name einer deutschsprachigen Zeitschrift mit Berichten und Analysen zu Politik, Wirtschaft und Umwelt, Kultur und Zeitgeschehen Boliviens. Die Zeitschrift wurde herausgegeben vom SAGO-Informationszentrum Bolivien e.V. in Berlin und erschien zwischen 1978 und 2010 etwa viermal jährlich in einem Umfang von jeweils rund 50 Seiten.

## Entwicklung
Bolivia entstand 1978 zunächst als Tochterblatt der Bolivien-Zeitschrift „Informatieblad Bolivia“ der Studien- und Aktions-Gruppe Oosterveld (SAGO). Dieses war sechs Jahre zuvor, 1972, bei Antwerpen gegründet worden. Ab August 1978 erschien das deutsche Tochterblatt SAGO Nr. 1 in Köln, das inhaltlich mehr und mehr von seinem Mutterblatt unabhängig wurde und ab 1984 den deutlicheren Haupt-Titel BOLIVIA erhielt. Dieses „wanderte“ dann weiter nach Heidelberg, bis Ende 1982 schließlich eine Gruppe von Berliner Bolivianern und Bolivienfreunden die Redaktion übernahm.
Die Zeitschrift Bolivia sticht dadurch hervor, dass sie sich ausschließlich auf die Analyse von Politik und Gesellschaft eines einzigen Landes konzentriert. Ziel war es, gerade in den 70er und 80er Jahren über die Zustände unter den zahlreichen Militärdiktaturen Boliviens (insbesondere von García Meza und Hugo Banzer Suárez) aufzuklären und damit in Deutschland ein öffentliches Bewusstsein darüber zu fördern.
Als nach Ende der Diktaturen das Interesse am Land Bolivien abklang, stand auch die Existenz der Zeitschrift zunehmend auf der Kippe, die Zeitschrift wurde von nur einer Handvoll Mitarbeiter am Leben gehalten. Und auch wenn seit dem Amtsantritt des ersten indigenen Präsidenten Boliviens, Evo Morales, das Interesse am Land und auch an der Zeitschrift wieder anstieg, so sah sich die Redaktion aufgrund der geringen Zahl an Mitarbeitern jedoch gezwungen, mit der Ausgabe Nr. 160 vom 17. Mai 2010 das Erscheinen der Zeitschrift einzustellen.